# Gisenstein
Die Adelsfamilie von Gisenstein (auch Geissenstein oder Gyssenstein) stammte aus dem Ort Gysenstein in der heutigen Gemeinde Konolfingen im Kanton Bern in der Schweiz. Sie gehörte vermutlich seit der Gründung der Stadt Bern zu deren Burgern und stellte etliche Amtsträger.

## Geschichte
Den Gisenstein gehörte vermutlich die kleine Herrschaft Gisenstein, die auch den Twing Trimstein umfasste. Seit der Gründung der Stadt Bern 1191 hatte die Familie offenbar das Burgerrecht inne und war durch verschiedene Familienzweige vertreten. Die Gisenstein gehörten im späteren 13. Jahrhundert zur obersten Führungsschicht der Stadt und stellten mehrere Ratsmitglieder. In einem dieser Zweige wurde das Amt des Stadtschreibers erblich. Die Gisenstein waren somit die ersten Notare, die aus der Stadtkasse besoldet wurden. In der zweiten Hälfte des 15. Jahrhunderts starb die Familie aus.
Eine Wappenscheibe der Familie ist im Berner Münster sichtbar und wohl die älteste, die noch erhalten ist.

## Stammliste

### Personen des 13. und frühen 14. Jahrhunderts
- Walter (erw. 1226), Mitglied des Rats der Stadt Bern

Die Verwandtschaft der nachfolgenden Stammliste mit Walter ist nicht bekannt:
1. Albert (erw. 1250 bis 1260)
  1. Johannes I. (erw. ab 1250; † zwischen. 1286 und 1291), des Rats
    1. Peter III. (erw. ab 1291; † um 1312), „notarius in Berno“, des Rats, nach 1294 Grossrat, ⚭ Margareta am Lene (erw. 1311)
      1. Agnes (erw. 1311)
      2. Peter V. der Jüngere (erw. 1312–1331)
      3. Johannes II. (erw. 1316–1328) ⚭ Tochter von Dietwig IV. Münzer

    2. Ulrich II. (erw.1307–1311)
      1. Peter IV. der Ältere (* 1299, erw. bis 1328), Grossrat
      2. Ulrich IV. (erw. 1305–1346), Grossrat

    3. Margareta († vor 1318) ⚭ zweite Ehefrau von Werner III. dem Älteren Münzer (erw. 1294; † 1328 oder 1329), Kleinrat
      1. Mechtild Münzer († vor 1318)
      2. Konrad V. Münzer (erw. 1329)

  2. Peter I. (erw. 1266; † zwischen 1284 und 1303), des Rats
    1. Ulrich I. (erw. 1277–1314), des Rats, nach 1294 im Kleinen Rat ⚭ Berta (erw. 1293)
      1. ev. Ulrich III. (erw. 1312–1346), Kleinrat, Stadtschreiber ⚭ Margareta von Balm (erw. 1346)
      2. ev. Otto II. (erw. 1326–1341) ⚭ 1. Margareta Pfister (erw. 1327), ⚭ 2. Anna von Oey (erw. 1340)

    2. Peter II. (erw. 1287–1314), des Rats, nach 1294 im Kleinen Rat

  3. ev. Niklaus I. (erw. 1277–1299)

- Dietwig (erw. 1312), Grossrat

### Personen des späten 14. und des 15. Jahrhunderts
- Niklaus (erw. 1377–1390), Grossrat, Venner, Schultheiss von Thun
- Ulrich (erw. 1382–1409), Grossrat, Venner, Mitherr zu Gerzensee
- Ulrich (erw. 1392–1425), Grossrat, Venner
- Niklaus (erw. 1396–1425), Grossrat, Venner, Kastlan von Frutigen, Schultheiss von Thun, im November 1425 Hauptmann im Heer der Eidgenossen bei Domodossola
- Anton (erw. 1447–1453), Grossrat